# William Nicholson (Chemiker)

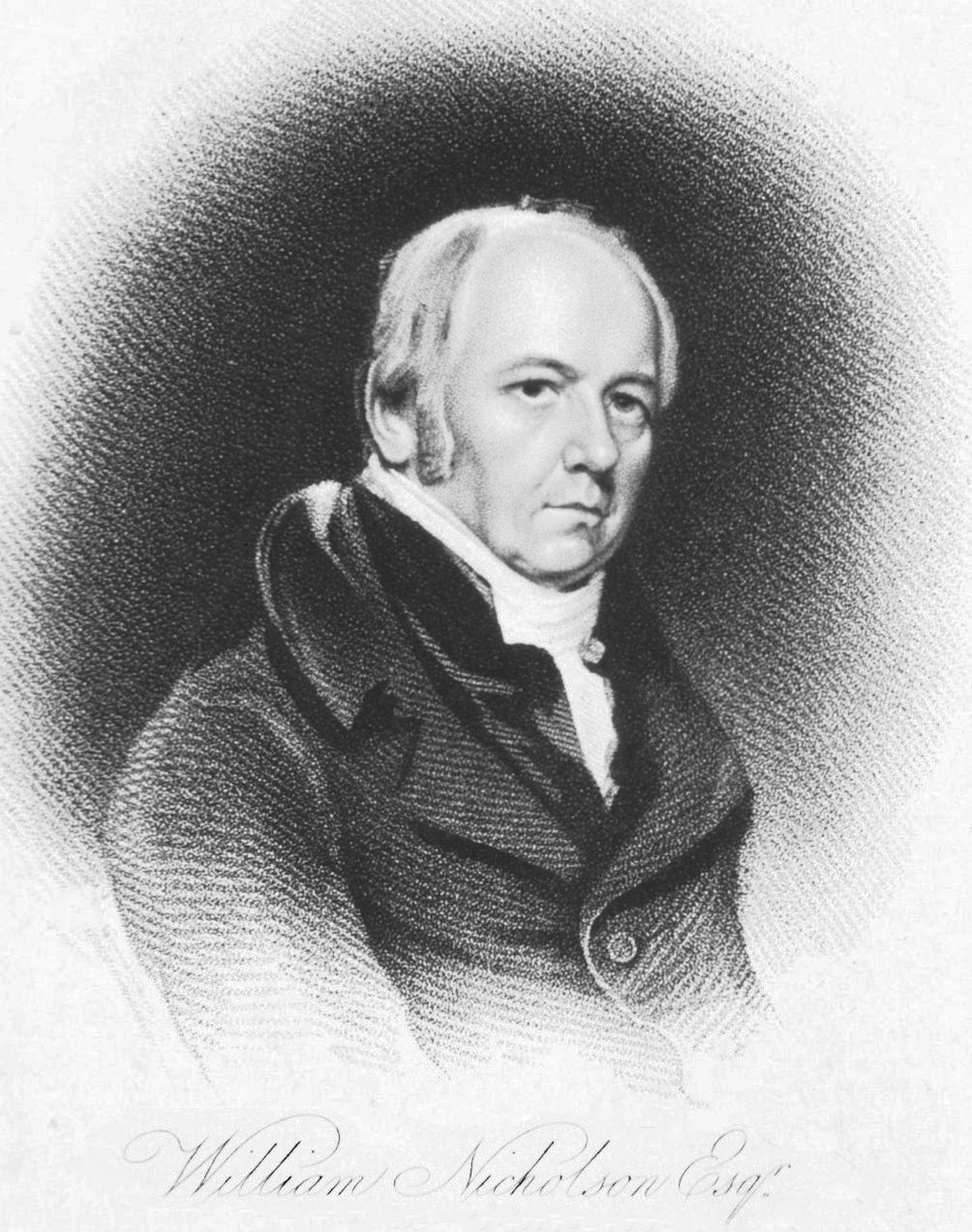
William Nicholson

William Nicholson (* vermutlich am 1. Juni 1753 in London; † 21. Mai 1815 in Bloomsbury bei London) war ein britischer Elektro-Chemiker, der außerdem Schriftsteller über naturphilosophische und chemische Themen war, ebenso wie Übersetzer, Journalist, Verleger, Wissenschaftler und 1790 Erfinder des Aräometers (Senkwaage) und 1800 Entdecker der Elektrolyse.

## Leben

Nicholsonsches Gewichtsaräometer

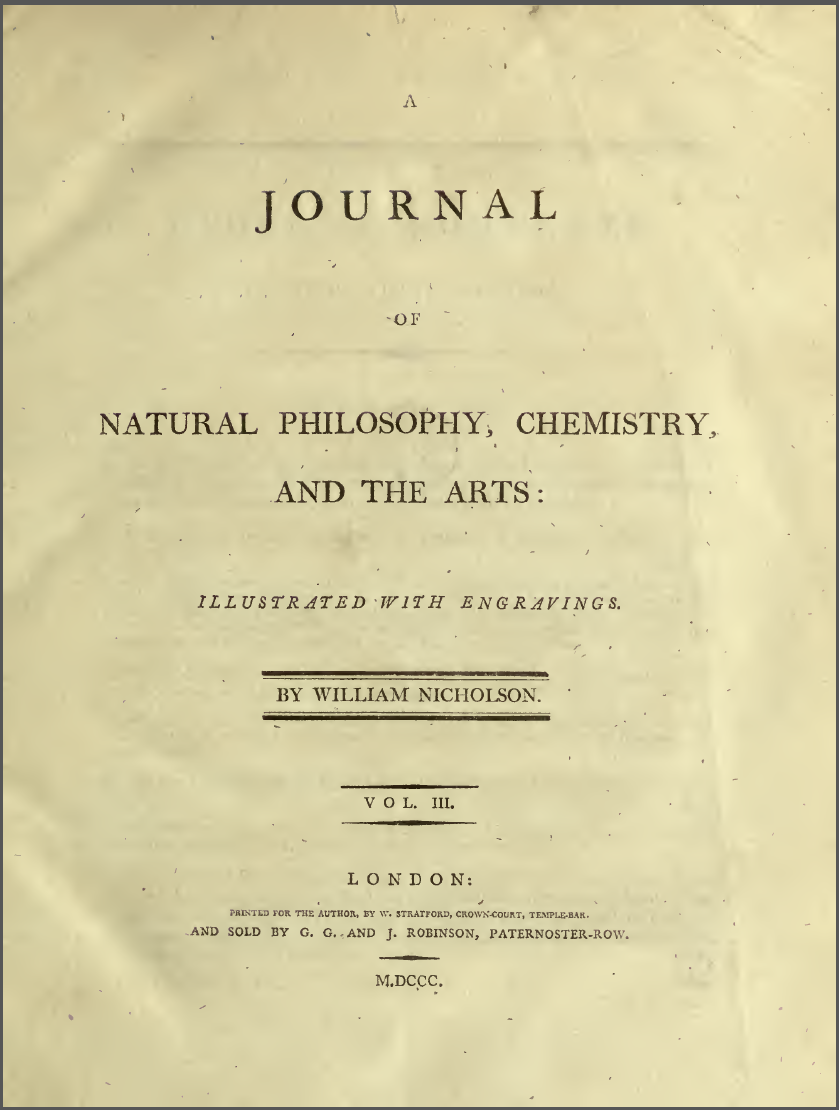
Titel Seite des Journal of Natural Philosophy, Chemistry and the Arts der Jahrgänge 1799–1800

Sein genaues Geburtsdatum ist unbekannt, denn im 18. Jahrhundert war es üblich, nur das Jahr der Geburt aufzuzeichnen, nicht aber Tag und Monat. Das Datum 1. Juni 1753 wird von der DGPT genannt.
Nach der Schule nahm er an zwei Schiffsreisen als Seekadett im Dienst der Britischen Ostindien-Kompanie teil. Danach begann er als Anwalt zu praktizieren, und als er eingearbeitet war, ging er 1775 mit Josiah Wedgwood nach Amsterdam, wo er einige Jahre als Verkaufsagent für Töpfereiwaren lebte.
Nach seiner Rückkehr nach England wurde er von Thomas Holcroft überredet, sein Schreibtalent auf leichte Literatur für Zeitschriften anzuwenden und gleichzeitig Holcroft bei seinen Theaterstücken und Romanen zu helfen. Unterdessen widmete er sich der Vorbereitung seines Buches An Introduction to Natural Philosophy, das 1781 veröffentlicht wurde und sofort erfolgreich war. Eine Übersetzung von Voltaires Elements of the Newtonian Philosophy folgte bald, und er widmete sich nun ganz wissenschaftlichen Fragestellungen und philosophischem Journalismus. 1784 wurde er zum Sekretär der „General Chamber of Manufacturers of Great Britain“ ernannt, und er war auch mit der „Society for the Encouragement of Naval Architecture“ (Gesellschaft für die Förderung des Schiffbaus) verbunden, die 1791 gegründet wurde. Er schenkte der Konstruktion verschiedener Maschinen viel Aufmerksamkeit, zum Beispiel zum Kammschneiden (comb-cutting), für die Feilenherstellung (file-making), für den Zylinderdruck (cylinder printing) und andere.
Er erfand um 1790 auch ein Aräometer. Nicholson hat das von ihm erfundene Aräometer mit Gewichten „Hydrometer“ genannt. Das Gerät dient zur Messung der Dichte von Flüssigkeiten. Es ähnelt einem Gerät von Fahrenheit. Aufgrund dieser Quelle könnte die Erfindung auch von 1787 oder davor datieren.
1797 begann er zu veröffentlichen und Beiträge für das Journal of Natural Philosophy, Chemistry and the Arts, das auch gemeinhin als Nicholson’s Journal bekannt ist, zu schreiben – das erste Werk seiner Art in Großbritannien; die Reihe wurde bis 1814 fortgesetzt. 1799 gründete er eine Schule in London am Soho Square, wo er Naturphilosophie und Chemie lehrte.
Im Jahr 1800 entdeckte er mit Anthony Carlisle die Elektrolyse, mit der man Wasser durch galvanischen Strom aus einer Voltaschen Säule (Batterie, nach Alessandro Volta) in Wasserstoff und Sauerstoff aufspalten konnte. Während seiner späteren Lebensjahre war er hauptsächlich mit Wasserversorgungsanlagenbau in Portsmouth, in Gosport und in Southwark beschäftigt.
Neben beträchtlichen Beiträgen zu den Philosophical Transactions schrieb Nicholson Übersetzungen von Fourcroys Chemistry (1787) und Chaptals Chemistry (1788), First Principles of Chemistry (1788) und ein Chemie-Wörterbuch (1795); er gab auch die British Encyclopaedia, oder Dictionary of Arts and Sciences (Wörterbuch der Künste und der Wissenschaften, 6 Bände, London 1809) heraus. Außerdem schrieb er eine Autobiographie, die am Ende des 19. Jahrhunderts noch vorhanden war, danach aber vermutlich verloren ging.
1808 wurde Nicholson korrespondierendes Mitglied der Bayerischen Akademie der Wissenschaften und 1809 der Königlich Niederländischen Akademie der Wissenschaften.